# Cuộc tấn công cảng Sydney
Vào cuối tháng năm đầu tháng 6 năm 1942 trong cuộc chiến Thái Bình Dương, các tàu ngầm của Hải quân Đế quốc Nhật Bản đã mở nhiều cuộc tấn công vào thành phố Sydney và Newcastle tại New South Wales, Úc. Vào đêm 31 tháng 5, rạng sáng 1 tháng 6, ba tàu ngầm lớp Ko-hyoteki mỗi chiếc có thủy thủ đoàn gồm 2 người đã đột nhập vào cảng Sydney, tránh được một phần mạng lưới chống tàu ngầm của cảng, với mục đích đánh chìm các tàu chiến của quân Đồng Minh. Sau khi bị phát hiện và bị tấn công, các thủy thủ đoàn của hai tàu đã tự đánh đắm tàu sau đó tự sát. Các chiếc tàu này sau đó được trục vớt lên bởi quân Đồng Minh. Chiếc thứ ba thì phóng hai ngư lôi nhắm vào tàu tuần dương hạng nặng USS Chicago nhưng lại làm chìm tàu tàu hàng HMAS Kuttabul, giết chết 21 thủy thủ. Số phận chiếc tàu này vẫn là bí mật cho đến năm 2006 khi một thợ lặn nghiệp dư lái một chiếc tàu thám hiểm tìm ra một xác tàu ngầm loại nhỏ được tin là đã làm chìm tàu HMAS Kuttabul ở phía Bắc bờ biển Sydney.
Ngay lập tức theo sau cuộc tấn công này, năm tàu ngầm lớn vốn đã từng mang theo các tàu ngầm loại nhỏ đã tham gia vào chiến dịch tấn công các tàu buôn tại vùng biển phía Đông nước Úc. Trong suốt tháng tiếp theo, các tàu ngầm này đã tấn công bảy đội tàu buôn, đánh chìm năm chiếc và làm chết 50 thủy thủ. Cũng trong khoảng thời gian này, vào khoảng nửa đêm, lúc 2 giờ 30 phút sáng ngày 8 tháng 6, hai trong số các chiếc tàu này đã cho máy bay ném bom các cảng tại Sydney và Newcastle.
Các cuộc tấn công bằng tàu ngầm loại nhỏ và tiếp theo sau là các cuộc oanh tạc là một ví dụ điển hình nhất về các hoạt động của phe Trục trên vùng biển nước Úc trong Chiến tranh thế giới thứ hai. Về thiệt hại vật chất sau cuộc tấn công thì không nhiều, trong lịch sử thành phố chỉ bị tấn công một lần, Nhật Bản dư định đánh chìm vài tàu chiến tuy nhiên chỉ làm cho một phà không được trang bị vũ khí bị chìm, và ít gây thiệt hại cho các tàu chiến của quân Đồng Minh cũng như không gây ra các thiệt hại đáng kể khi ném bom. Mục đích thực sự của việc tấn công là tấn công vào tâm lý, tạo ra một nỗi sợ hãi rằng Nhật Bản đang tiến hành xâm chiếm bắt buộc Úc phải nâng cao cảnh giác cũng như tăng cường phòng ngự. Quân đội phải tham gia vào việc bảo vệ các đội tàu buôn và không còn quân để gửi đi chiến đấu ở các chiến trường khác.

## Binh lực

### Nhật Bản

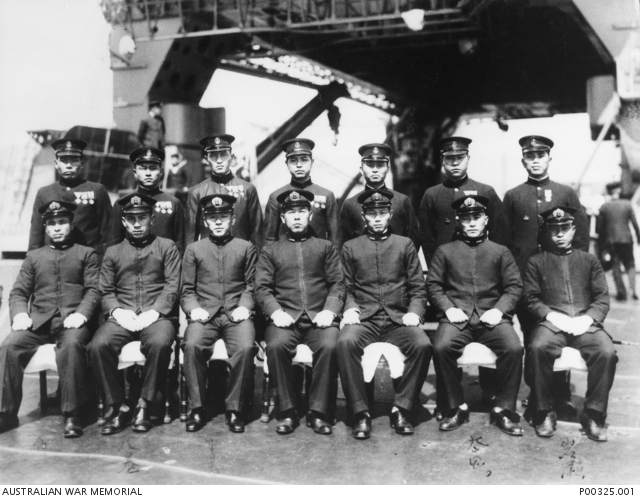
Các thủy thủ của các tàu ngầm loại nhỏ đã tấn công Sydney và Diego Suarez

Hải quân Hoàng gia Nhật Bản dự tính sử dụng sáu tàu ngầm để tấn công cảng Sydney. Đó là các loại tàu ngầm Kiểu B1 gồm các tàu I-21, I-27, I-28 và I-29, loại tàu ngầm kiểu C1 gồm các tàu I-22 và I-24. Cả sáu tàu ngầm gia nhập nhóm tàu ngầm tấn công phía Đông thuộc đội tàu ngầm thứ 8, dưới sự chỉ huy của hạm trưởng Sasaki Hankyu.
Vào một thời điểm nào đó lúc cuối tháng 4 đầu tháng 5 năm 1942, I-21 và I-29, mỗi chiếc được trang bị một thủy phi cơ Yokosuka E14Y1 "Glen" để phục vụ cho việc trinh sát, do thám các cảng của Úc để lựa chọn các mục tiêu dễ tấn công bằng các tàu ngầm loại nhỏ. Tàu I-21 đi do thám ở Nouméa tại New Caledonia, Suva tại Fiji, tới Auckland ở New Zealand. Trong khi đó I-29 thì đến Sydney tại Úc.
Vào ngày 11 tháng 5, I-22, I-24, I-27 và I-28 đã được lệnh đến cảng hải quân tại Truk Lagoon thuộc quần đảo Caroline để được trang bị mỗi chiếc một tàu ngầm lớp Ko-hyoteki, chiếc I-28 không đến được Truk do bị trúng ngư lôi của tàu ngầm Hoa Kỳ USS Tautog lúc đang nổi trên mặt nước vào ngày 17 tháng 5. Ba chiếc tàu ngầm còn lại thì lên đường rời khỏi Truk tiến tới điểm phía nam của quần đảo Solomon trong ngày 20 tháng 5. I-24 bị buộc phải trở về khi bình ắc quy của tàu ngầm loại nhỏ mà nó được trang bị phát nổ làm chết hoa tiêu và làm bị thương hạm trưởng. Chiếc tàu ngầm loại nhỏ dự tính trang bị cho I-28 được đem thay thế cho chiếc vừa bị hỏng.

### Đồng Minh

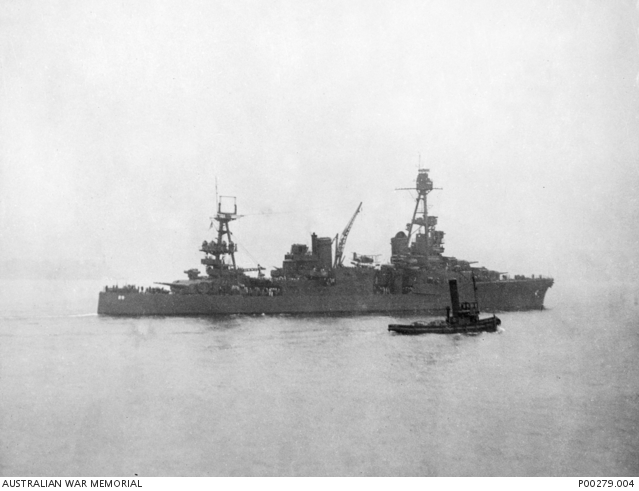
Chiếc USS Chicago tại cảng Sydney ngày 31 tháng 5 năm 1942

Chỉ huy trưởng lực lượng hải quân tại cảng Sydney khi đó là Chuẩn đô đốc Gerard Muirhead-Gould của Hải quân Hoàng gia Anh. Trong đêm người Nhật tấn công, có tới ba chiếc tàu hàng lớn đang neo tại cảng Sydney, tàu tuần dương hạng nặng USS Chicago và HMAS Canberra, tàu tuần dương HMAS Adelaide. Các tàu chiến khác là khu trục hạm dự phòng USS Dobbin, tàu phụ trợ thả thủy lôi HMAS Bungaree, các tàu chiến nhỏ HMAS Whyalla, HMAS Geelong và HMIS Bombay, các tàu buôn có trang bị vũ trang HMS Kanimbla và HMAS Westralia, và cuối cùng là một tàu ngầm của Hà Lan K-IX. Phà vận chuyển hàng hóa HMAS Kuttabul đang ở đảo Garden, nơi nó hoạt động như một trại lính tạm thời để cho các thủy thủ có chỗ nghỉ ngơi khi chờ đợi được thuyên chuyển qua lại giữa các tàu. Tàu cứu thương Oranje cũng có mặt tại cảng nhưng đã ra khơi một giờ trước khi cuộc tấn công xảy ra.

## Hệ thống phòng thủ của cảng
Vào thời điểm bị tấn công, các bộ cảm ứng điện tĩnh phục vụ cho việc bảo vệ cảng Sydney bao gồm tám phao tiêu cảm ứng tàu ngầm: sáu nằm ở ngoài cảng, một nằm giữa North Head và South Head, một nằm giữa South Head và Middle Head, cũng như một phần mạng lưới chống ngư lôi đã được dựng lên ở George's Head tại Middle Head và Green Point tại Inner South Head. Điểm trung tâm mạng lưới này đã được hoàn thành và các cọc đóng được đặt ở phía Tây với 400 m chiều rộng mỗi bên. Việc nguyên vật liệu bị thiếu hụt đã ngăn không cho hệ thống này có thể hoàn thành để ngăn chặn các cuộc tấn công. Vào ngày cuộc tấn công bắt đầu, cả sáu phao cảm ứng đều ngưng hoạt động, còn hai phao khác thì hoạt động không ổn định và không có người có đủ kinh nghiệm giám sát ở trong phòng điều hành. Phao cảm ứng tại North Head và South Head thì luôn phát tín hiệu sai là có tàu xâm nhập khi có cá lớn hay các tàu dân sự đi ngang qua từ năm 1940, và vì thế các tín hiệu mà nó phát ra thường hoàn toàn bị bỏ qua và xem như một tín hiệu sai khác.
Hệ thống phòng thủ của cảng Sydney tính luôn hai tàu chống tàu ngầm HMAS Yandra và HMAS Bingera, tàu hỗ trợ thả thủy lôi HMAS Goonambee và HMAS Samuel Benbow, và một số ca nô được chuyển đổi thành loại tàu tuần tra (và được trang bị bom chống tàu ngầm) gồm có HMAS Yarroma, HMAS Lolita, HMAS Steady Hour, HMAS Sea Mist, HMAS Marlean và HMAS Toomaree, cùng bốn chiếc tàu tuần tra phụ trợ không được vũ trang.

## Bối cảnh

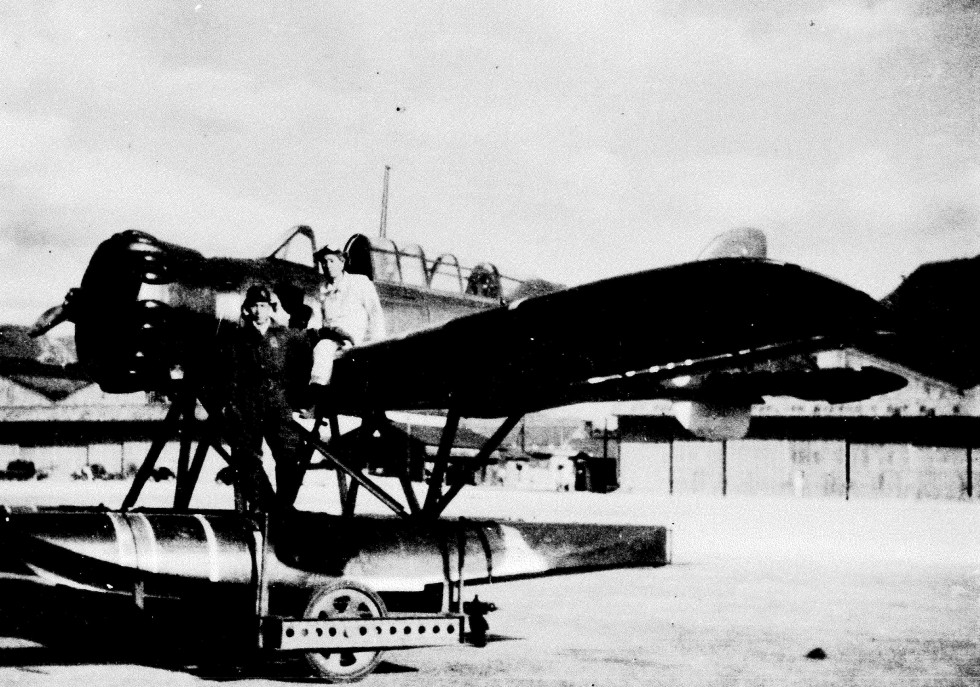
Phi công Nobuo Fujita cùng chiếc máy bay mà anh đã bay trên bầu trời Sydney vào 17 tháng 2 năm 1942. Các thủy phi cơ trang bị trên I-29 và I-21 là cùng loại.

Hải quân Nhật Bản đã sử dụng năm tàu ngầm loại nhỏ lớp Ko-hyoteki trong trận Trân Châu cảng nhưng đã không thành công trong việc tiêu diệt bất kì một chiến hạm nào của Hoa Kỳ. Các tàu ngầm này hoạt động không ổn định và khả năng các thủy thủ sống sót sau các cuộc tấn công là quá ít. Hải quân Nhật hy vọng rằng việc cải tiến cho loại tàu này, tăng cường huấn luyện thủy thủ và chọn những mục tiêu ít được bảo vệ sẽ làm tăng kết quả đạt được và khả năng sống sót của các thủy thủ sau mỗi nhiệm vụ sẽ cao hơn (ngoại trừ việc tấn công tự sát). Vì thế vào ngày 16 tháng 12 năm 1941, hải quân Nhật Bản đã lên kế hoạch cho một cuộc tấn công thứ hai của loại tàu ngầm nhỏ này.
Trong kế hoạch này có đề cập đến hai tình huống tấn công là tấn công tàu của quân Đồng Minh trên biển Ấn Độ Dương và lên phía Nam biển Thái Bình Dương. Các cuộc tấn công này là động thái nghi binh làm quân Đồng Minh không chú ý đến kế hoạch tấn công đảo Midway của người Nhật ở phía Bắc Thái Bình Dương, Nhật Bản hy vọng sẽ dụ được quân Đồng Minh tin rằng Nhật Bản chỉ chú ý đến việc tấn công phía Nam và phía Tây những vùng mà họ vừa chiếm được. Mười một tàu ngầm thuộc đội tàu ngầm thứ 8 đã thực hiện hai cuộc tấn công, năm tàu ngầm tham gia nhóm tàu ngầm tấn công phía Tây tại Ấn Độ Dương và sáu tàu ngầm còn lại tham gia nhóm tàu ngầm tấn công phía Đông tại Thái Bình Dương. Các nhóm tàu ngầm này đã được quyền chọn các mục tiêu tấn công các cảng tùy thuộc vào khả năng trinh sát của chúng.
Nhóm tàu ngầm tấn công phía Tây đã chọn cảng Diégo-Suarez ở Madagascar. Cuộc tấn công này xảy ra vào lúc sẩm tối ngày 30 tháng 5 và đạt được kết quả là làm bị thương thiết giáp hạm HMS Ramillies và đánh chìm tàu chở dầu British Loyalty, 22 ngày sau khi quân Anh đánh chiếm cảng này từ tay chính phủ Vichy Pháp trong giai đoạn đầu của Trận Madagascar.
Bốn mục tiêu có tiềm năng của nhóm tàu ngầm tấn công phía Đông là Nouméa, Suva, Auckland và Sydney. I-21 và I-29 đã đi thị sát để lựa chọn mục tiêu có tiềm năng nhất để tấn công tấn công và chiếc I-29 đã chọn Sydney. Vào đêm 16 tháng 5, I-29 đã tấn công tàu một tàu buôn của Nga là Wellen trọng tải 5.135 tấn ngoài khơi cách Newcastle của New South Wales 48 km. Mặc dù chiếc Wellen đã chạy thoát với chỉ vài hư hỏng nhẹ, tất cả mọi chuyến tàu giữa Sydney và Newcastle đã bị đình lại trong 24 giờ trong khi các máy bay và mọi tàu săn tàu ngầm từ Sidney, bao gồm cả tàu tuần dương hạng nhẹ của Hà Lan HNLMS Tromp, khu trục hạm Úc HMAS Arunta và khu trục hạm của Hoa Kỳ USS Perkins đã tham gia tìm kiếm chiếc tàu ngầm đã tấn công nhưng bất thành. Muirhead-Gould đã đưa ra kết luận rằng chiếc tàu ngầm đã hành động một mình và rời khỏi vùng biển ngay sau khi tấn công.
Thủy phi cơ của I-29 đã bay trinh sát trên bầu trời Sydney vào ngày 23 tháng 5. Một trạm rada bí mật đặt tại Iron Cove đã phát hiện ra nó tuy nhiên chính quyền thành phố lại coi đó chỉ là một trục trặc kỹ thuật, vào thời điểm đó chẳng có máy bay nào của quân Đồng Minh hoạt động tại Sydney. Chiếc máy bay này sau đó đã bị hư hại hoặc bị phá hủy trong khi hạ cánh, nhưng cả hai người thuộc phi hành đoàn của nó đều sống sót. Phi công đã báo cáo rằng có sự xuất hiện của những tàu lớn bao gồm hai thiết giáp hạm hoặc tàu tuần dương hạng nặng, năm tàu chiến lớn khác, vài tàu chiến nhỏ và các ca nô tuần tra, nhiều tàu buôn các loại đang thả neo tại cảng. Có báo cáo rằng mạng lưới của cục tình báo hải quân (FRUMEL) của quân Đồng Minh đã bắt được các tín hiệu cho thấy rằng hải quân Nhật Bản đã chọn Sydney làm mục tiêu tấn công thích hợp. Ba tàu ngầm trang bị tàu ngầm loại nhỏ đã đến tập hợp với hai chiếc I-21 và I-29 cách Sydney Heads khoảng 56 km về hướng Đông Bắc, cả năm tàu đến điểm tập kết vào ngày 29 tháng 5.

## Các tàu ngầm loại nhỏ hành động

### Cuộc trinh sát cuối cùng
Trước bình minh ngày 29 tháng 5, thủy phi cơ của chiếc I-21 thực hiện việc trinh sát cuối trên bầu trời cảng Sydney, với nhiệm vụ xác định địa điểm neo đậu của các tàu chiến lớn cũng như vị trí của các mạng lưới chống tàu ngầm. Có rất nhiều quan sát viên đã thấy chiếc thủy phi cơ nhưng lại tưởng nó là thủy phi cơ Curtiss Seagull của hải quân Hoa Kỳ. Không có báo động nào được phát ra cho đến 05:07 sáng khi mọi người thấy rằng chiếc tàu duy nhất mang thủy phi cơ là chiếc tuần dương hạm USS Chicago, cả bốn chiếc Curtiss Seagull của nó vẫn đang nằm ở trên sàn tàu. Căn cứ không quân Richmond đã cho xuất kích những chiếc chiến đấu cơ CAC Wirraway thuộc Không quân Hoàng gia Úc tuy nhiên không thể xác định được vị trí chiếc I-21 hay chiếc thủy phi cơ. Việc này cho thấy rõ là việc phòng thủ cảng Sydney cực kỳ lơ là cũng như không có các hệ thống bảo vệ đặc biệt. Chiếc thủy phi cơ bị hư hỏng nặng trong khi hạ cánh và bị bỏ lại, nhưng phi hành đoàn của nó vẫn sống sót.

### Kế hoạch tấn công
Nhật Bản lên kế hoạch là sẽ cho xuất kích lần lượt từng chiếc từng chiếc tàu ngầm loại nhỏ vào khoảng 5 giờ 20 phút đến 5 giờ 40 phút chiều từ các điểm ngoài khơi cách cảng Sydney khoảng 5 đến 7 hải lý (9,3 đến 13 km). Tàu ngầm loại nhỏ đầu tiên sẽ vượt qua mũi Heads chỉ ngay sau 6 giờ 30 phút tối, nhưng trên thực tế do biển động mạnh khiến nó mất thêm hàng giờ nữa để tới nơi. Hai chiếc tàu ngầm loại nhỏ khác đi cách nhau khoảng 20 phút và cũng bị chậm so với kế hoạch y như chiếc đầu.
Việc chọn mục tiêu thì được tùy nghi cho các hạm trưởng của các tàu ngầm loại nhỏ lựa chọn với một gợi ý là họ nên tấn công các tàu sân bay hay thiết giáp hạm, với các tàu tuần dương là mục tiêu ưu tiên hàng thứ hai. Các tàu ngầm loại nhỏ sẽ tập hợp tại cầu cảng phía Đông, còn nếu không có mục tiêu thích hợp tại khu vực đó thì các tàu ngầm sẽ di chuyển bên dưới cầu cảng và tấn công các thiết giáp hạm cũng như các tàu tuần dương hạng nặng khác được tin là vẫn đang neo tại cảng khi đó. Khi chiếc máy bay trinh sát thứ hai của Nhật bay vòng quanh cảng đã thông báo rằng chiếc thiết giáp hạm của Anh, HMS Warspite đã biến đâu không rõ nên chiếc USS Chicago sẽ trở thành mục tiêu chính.
Sau khi hoàn tất nhiệm vụ các tàu ngầm loại nhỏ sẽ rời cảng Sydney và di chuyển xuống phía Nam khoảng 20 hải lý (37 km) để đến điểm tập kết ngoài khơi Port Hacking. Bốn tàu ngầm lớn sẽ chờ ở vị trí nằm trên một đường từ Đông sang Tây tại điểm tập kết dài 16 km (8,6 nmi), còn chiếc thứ năm sẽ đợi xa hơn về phía Nam cách điểm tập kết 6 km (3,2 nmi).

### Tấn công
Chiếc tàu ngầm loại nhỏ M-14 được phóng bởi chiếc I-27 là chiếc tàu ngầm đầu tiên đến được cảng Sydney. Phao tiêu cảm ứng tại Middle Head – South Head đã phát hiện ra nó vào lúc 8 giờ 1 phút tối, nhưng bị xem là tín hiệu của một chiếc tàu dân sự cỡ lớn đang chạy qua. Vào lúc 8 giờ 15 phút tối, người gác trạm hải đăng Maritime đã thấy chiếc tàu ngầm loại nhỏ đi qua khu vực phía Tây va chạm vào các cọc phát sáng sau đó bị sóng biển đánh quay ngược lại và đuôi của nó mắc vào lưới chống ngư lôi. Phần trước của chiếc tàu ngầm này đã bị phá hủy một phần. Người gác đã chèo thuyền ra và đi xung quanh nó để kiểm tra xem nó là cái gì và sau đó chèo thuyền đến tàu tuần tra gần nhất là chiếc HMAS Yarroma để báo cáo thứ mà ông đã tìm ra. Mặc dù chiếc HMAS Yarroma đã cố gắng truyền thông tin này đi nhưng trung tâm chỉ huy hải quân Sydney vẫn không nhận được tin này cho đến tận 9 giờ 52 phút tối. Sau đó Yarroma và Lolita được cử đến hiện trường để thị sát. Sau khi xác định mục tiêu bị mắc vào lưới là một "tàu ngầm con", chiếc Lolita đã thả hai quả bom chống tàu ngầm còn thuyền trưởng của chiếc Yarroma thì xin chỉ thị hành động của tâm chỉ huy hải quân Sydney để có thể khai hỏa. Hai quả bom chống tàu ngầm không thể phát nổ do nước quá nông so với thiết kế của bộ phận kích nổ bằng thủy tinh. Vào lúc 10 giờ 35 phút tối, trong khi chiếc Yarroma vẫn còn đang chờ chỉ thị bắn và chiếc Lolita đang chuẩn bị quả bom chống tàu ngầm thứ ba, hai thủy thủ trên tàu ngầm M-14 đã kích nổ tự sát và phá hủy toàn bộ khu vực xung quanh tàu (cũng có thể các thủy thủ đã rời tàu và chiếc tàu này được xem như mồi nhử các chiếc tàu tuần tra xung quanh và có gài bom hẹn giờ để tiêu diệt chúng nếu đến quá gần).
Chuẩn đô đốc Muirhead-Gould đã ra báo động đỏ cũng như ra lệnh cho tất cả các tàu trang bị các vũ khí chống tàu ngầm vào 10 giờ 27 phút tối; báo động được lập lại vào 9 phút sau đó với việc chỉ dẫn cho các tàu trong cảng để đề phòng trường hợp bị tàu ngầm tấn công cũng như cách hành động trong trường hợp các tàu ngầm loại nhỏ của kẻ thù đã vào được đến cảng. Vào thời điểm báo động đầu được phát ra, cảng Sydney đã đóng tất cả các việc di chuyển ra vào với bên ngoài nhưng Muirhead-Gould đã ra lệnh cho các phà và những việc di chuyển bên trong vẫn tiếp tục. Ông ta tin rằng với nhiều tàu bè di chuyển xung quanh với vận tốc cao sẽ bắt các tàu ngầm phải tiếp tục lặn để chờ thời cơ tốt hơn.
Chiếc tàu ngầm loại nhỏ M-24 là chiếc thứ hai vào được cảng. Chiếc HMAS Falie đã cạ vào vỏ chiếc M-24 và đã báo cáo về việc có các va chạm ngoài vỏ tàu lên chỉ huy nhưng báo cáo đã không được quan tâm. Chiếc M-24 vươn kính tiềm vọng lên khỏi mặt nước và giữ cho không bị phát hiện cho đến 9 giờ 48 phút tối, vào khoảng 10 giờ tối nó đã đi theo chiếc phà Manly xuyên qua mạng lưới chống tàu ngầm. Vào lúc 10 giờ 52 phút tối, chiếc M-24 bị phát hiện bởi đèn pha dò tìm của chiếc Chicago khi nó cách nơi chiếc tàu tuần dương này thả neo 500 m bên mạn phải khi đó nó đang di chuyển song song với tàu. Chiếc Chicago đã xả đạn 130 mm với tốc độ bắn nhanh gấp bốn lần bình thường nhưng lại chỉ gây ra hư hại nhẹ do loại súng này đòi hỏi tầm hoạt động hiệu quả xa hơn khoảng cách mà nó đang bắn. Một số đạn 130 mm bị mặt nước nảy ngược trở lại và trúng tháp Martello của pháo đài Denison và một số mảnh khác sau đó được tìm thấy ở ngoại ô Cremorne và Mosman. Sĩ quan chỉ huy cao nhất có mặt trên boong tàu Chicago đã ra lệnh cho các thủy thủ chuẩn bị nhổ neo ngay tức khắc, còn chiếc USS Perkins thì bắt đầu việc tuần tra chống tàu ngầm che chắn xung quanh cho chiếc tàu tuần dương. Mệnh lệnh này sau đó đã được thu hồi bởi thuyền trưởng Howard Bode (người mà ít ai ngờ tới sẽ trực tiếp chỉ đạo) khi ông ta lên tàu vào lúc 11 giờ 30 phút tối.
Các chiếc Whyalla và Geelong cũng khai hỏa vào chiếc M-24 khi nó đang chạy về phía Tây phía dưới cầu Sydney, trước khi nó lặn xuống và chạy thoát. Sau khi M-24 trở lại độ sâu có thể sử dụng kính tiềm vọng, nó thấy rằng mình đang ở vị trí phía Tây pháo đài Denison. Chiếc tàu ngầm loại nhỏ quay lại và chạy về phía Đông khoảng 1 hải lý (1,9 km), sau đó vào vị trí ngắm ở phía Tây Nam Bradley's Head nơi mà chỉ huy của nó có thể thấy bóng đen của đuôi chiếc Chicago được tạo ra bởi ánh đèn pha của các phao tiêu tại New Captain Cook Graving Dock của đảo Garden.
Chiếc tàu ngầm loại nhỏ M-21 được phóng bởi tàu ngầm I-22 có thể đã vào cảng Sydney đúng vào lúc chiếc Chicago đang khai hỏa vào chiếc M-24. Một ca nô tuần tiễu không được trang bị vũ khí, chiếc HMAS Lauriana đã phát hiện ra chiếc M-21 và chiếu đèn vào kính tiềm vọng của tàu ngầm trong khi phát tín hiệu báo động cho một trạm thu tín hiệu của cảng quân sự tại South Head và cho tàu chống tàu ngầm gần nhất là chiếc HMAS Yandra. Chiếc HMAS Yandra đã cố gắng tông vào chiếc tàu ngầm, hành động này làm chính nó mất liên lạc và được phục hồi liên lạc vào 11 giờ 3 phút tối sau khi thả 6 quả bom chống tàu ngầm. Vào thời điểm mà chiếc HMAS Yandra tấn công, nó đã chắc rằng các bom chống tàu ngầm của nó đã phá hủy hay vô hiệu hóa chiếc tàu ngầm loại nhỏ tuy nhiên chiếc M-21 vẫn hoạt động bình thường do chẳng có quả bom nào đánh trúng vào nó.. Các nhà sử học tin rằng chiếc M-21 đã nằm chờ dưới đáy của cảng đợi cho các tàu của quân Đồng Minh đi chỗ khác trước khi nó tiếp tục việc tấn công.
Vào 11 giờ 14 phút tối, Muirhead-Gould đã ra lệnh cho tất cả các tàu bắt đầu tắt đèn. Vừa sau 11 giờ 30 phút tối, ông ra khơi trên một xuồng lớn đến phần mạng lưới bị nổ để tự mình thực hiện việc thị sát. Đô đốc đã đến chỗ chiếc Lolita vào khoảng nửa đêm và theo thủy thủ của chiếc tàu này cho rằng ông không đọc báo cáo về các tàu ngầm địch một cách nghiêm túc, báo cáo của thủy thủ nói ông đã nói rằng:"Các anh đang chơi trò gi thế? Chạy lên xuống khắp cảng, bỏ bom chống tàu ngầm khắp nơi, và nói rằng tàu ngầm địch đã vào trong cảng? Mà tôi chẳng thấy chúng đâu." Thủy thủ đoàn đã lặp đi lặp lại là đã thấy tàu ngầm nhưng vẫn không thể thuyết phục được Muirhead-Gould và trước khi ông rời tàu còn thêm một câu đùa cợt: "Nếu như các anh thấy một chiếc tàu ngầm khác, hãy để ý luôn nếu thuyền trưởng của nó có một bộ râu đen. Tôi sẽ muốn gặp ông ta."

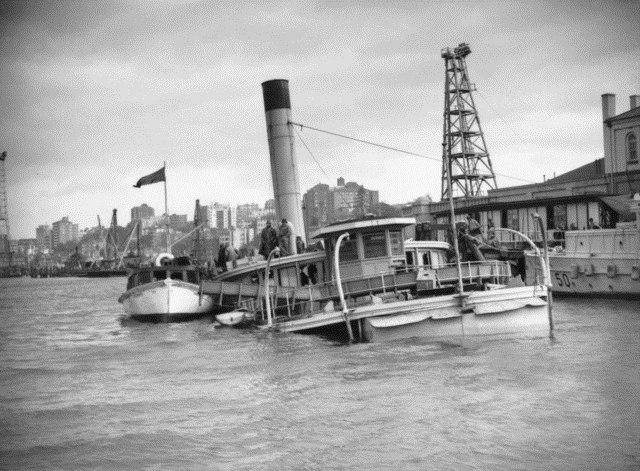
HMAS Kuttabul sau khi bị tấn công.

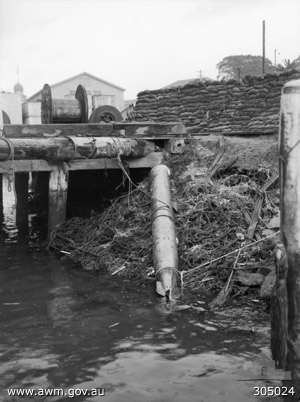
Quả ngư lôi không phát nổ nằm tại đảo Garden vài ngày sau cuộc tấn công

Mặc dù tình trạng tắt đèn đã được ban bố theo lệnh, đèn các phao tiêu tại đảo Garden vẫn mở cho đến 0 giờ 25 phút sáng. Năm phút sau đó, chiếc M-24 đã bắt đầu phóng hai ngư lôi đầu tiên của nó, và việc phóng quả ngư lôi thứ hai bị chậm vài phút do tàu mất thăng bằng ngay khi quả ngư lôi thứ nhất được phóng đi. Những nhà sử học tranh luận về đường đi của hai quả ngư lôi dẫn thẳng đến chiếc Chicago, nhưng tất cả điều đồng ý rằng chiếc tuần dương hạm của Hoa Kỳ này là mục tiêu dự định. Tuy nhiên cả hai quả đều không trúng chiếc Chicago, trong khi một quả ngư suýt đâm vào phần trước của chiếc Perkins thì quả thứ hai tiếp tục chìm xuống bên dưới chiếc tàu ngầm của Hà Lan K-IX và bên dưới chiếc tàu HMAS Kuttabul. Nó đã đâm phải phần đê chắn sóng của cảng và phát nổ. Sức nổ bị dội lại từ phần móng hướng thẳng lên trên phá hủy chiếc HMAS Kuttabul thành hai phần và chìm, chiếc tàu ngầm K-IX cũng bị hư hại. Vụ nổ đã giết chết 19 thủy thủ Hải quân Hoàng gia Úc và 2 thủy thủ Hải quân Hoàng gia Anh, và làm bị thương 10 người khác. Sóng chấn động của vụ nổ đã làm hư hệ thống đèn và hệ thống vô tuyến của đảo Garden. Quả ngư lôi còn lại bị mắc cạn trên bờ phía Đông của đảo Garden nhưng không phát nổ. Chiếc M-24 sau khi hoàn tất nhiệm vụ đã di chuyển ra khỏi cảng.
Các phao tiêu cảm ứng cũng ghi nhận được sự di chuyển vào lúc 1:58 sáng. Ngay lập tức, điều này được tin là một chiếc tàu ngầm loại nhỏ khác đã đi vào trong cảng, dù vậy sau này các kết quả phân tích cho thấy rằng sự di chuyển này là của một chiếc tàu hàng đang đi ra khỏi cảng hoặc có khả năng hơn là chiếc M-24 đang trên đường rời khỏi cảng. Dù vậy, chiếc M-24 đã không trở về được với tàu ngầm lớn và số phận của nó là một bí ẩn cho đến năm 2006 (có thể các thủy thủ đã bỏ tàu vì bị hư khá nặng do bị cả ba tàu tấn công).
Các tàu được lệnh phải nhổ neo và ra khỏi cảng. Chiếc Chicago nhổ neo vào lúc 2 giờ 14 phút sáng, bỏ lại các thủy thủ của nó tại phao neo trong chuyến ra khơi vội vàng của mình. Các chiếc Bombay, Whyalla, Canberra và Perkins cũng đã bắt đầu chuẩn bị ra khơi nhưng không vội bằng.
Ngay trước 3 giờ sáng, với việc chiếc Chicago chạy ra khỏi cảng thì việc tìm kiếm tàu ngầm được giao lại cho các tàu tàu dương xem có bất cứ dấu hiệu nào về việc xuất hiện của các kính tiềm vọng tàu ngầm hay không. Vào lúc 3 giờ 1 phút, các phao tiêu cảm ứng ghi nhận được sự di chuyển, đó là chiếc M-21 lại xuất hiện và tái xâm nhập cảng Sydney sau khi nằm đợi dưới đáy biển lúc bị tấn công 4 giờ trước đó. Chiếc HMS Kanimbla đã khai hỏa vào chiếc M-21 tại vịnh Neutral vào lúc 3 giờ 50 sáng. Đến 5 giờ sáng, các ca nô tuần tiễu Steady Hour, Sea Mist và Yarroma đã thấy kính tiềm vọng của tàu ngầm này tại vịnh Taylors. Các tàu tuần tiễu đã đặt cho bom chống tàu ngầm kích nổ ở độ sâu 15 m. Khi chiếc Sea Mist đi qua nơi mà chiếc tàu ngầm vừa lặn xuống, nó thả bom chống tàu ngầm và chỉ có năm giây để chạy ra khỏi vùng nguy hiểm. Vụ nổ đã ảnh hưởng đến chiếc M-21, đẩy nó nổi lên trước khi lặn xuống lần nữa. Chiếc Sea Mist thả quả bom chống tàu ngầm thứ hai và nó đã phá hỏng một trong hai động cơ của chính mình chính vì thế mà chiếc Sea Mist không thể tấn công thêm nếu không muốn đánh chìm chính mình. Hai chiếc Steady Hour và Yarroma tiếp tục tấn công bằng việc thả mười bảy quả bom chống tàu ngầm với niềm tin là đã nhìn thấy bóng của tàu ngầm bên dưới mặt nước cũng như vị trí bắt được tín hiệu liên lạc được tin là của tàu ngầm trong ba tiếng rưỡi sau đó. Tại một thời điểm nào đó trong đêm, thủy thủ của tàu M-21 được tin đã đánh chìm tàu tự sát (hoặc họ gài bom hẹn giờ cho tàu và lên ca nô cao su đến điểm tập kết, dù gì thì cũng chẳng ai thấy chiếc tàu này bị phá hủy ra sao và vị trí của nó tại thời điểm đó).
Vào lúc 4 giờ 40 phút sáng, chiếc HMAS Canberra báo cáo rằng tàu ngầm Nhật Bản có thể đã phóng ngư lôi về phía mình. Tuy nhiên đây có thể là báo động sai do đêm tối và trong giai đoạn đề cao cảnh giác nên nếu có cá lớn bơi qua rất dễ nhầm nó với ngư lôi. Chiếc M-21 dự tính bắn hai ngư lôi của mình nhưng thất bại do phần trước của nó bị hư, nếu bắn nó sẽ tự nhấn chìm chính mình, các hư hại này có thể do chiếc HMAS Yandra đâm vào nó (may cho chiếc tàu này là ngư lôi của tàu ngầm không phát nổ nếu không với hai quả ngư lôi và khối thuốc nổ lớn trên tàu ngầm sẽ làm cho không một ai sống sót cũng như ca nô tuần tiễu đang đi theo nó biến mất) hoặc do các bom chống tàu ngầm hay cũng có thể do va chạm với USS Chicago, giả thuyết này cho thấy chiếc M-21 có thể thành công khi cố đâm vào tàu Chicago nhưng thất bại trong việc kích nổ thuốc nổ. Các quan sát trên tàu Canberra báo cáo cho thấy các bong bóng nổi lên xung quanh có thể được tạo thành do ngư lôi phát nổ dưới nước.

## Nhiệm vụ thứ hai
thực hiện theo từng phần của kế hoạch, Năm chiếc tàu ngầm lớn đợi ở ngoài khơi Port Hacking chờ những chiếc tàu ngầm loại nhỏ trở về vào đêm 1 và 2 tháng sáu. FRUMEL đã bắt được tín hiệu tín hiệu điện đài giữa năm chiếc tàu ngầm này, RAAF đã cử ba tàu đi đến Lockheed Hudsons và hai đến Bristol Beauforts để tìm nguồn phát ra các tín hiệu vô tuyến này. Nhưng họ đã thất bại trong việc tìm kiếm. Vào ngày 3 tháng 06 Sasaki từ bỏ hi vọng có thể thu lại các tàu ngầm loại nhỏ (cũng có thể do các thủy thủ đã trở về đến điểm tập kết trên thuyền cao su) và các chiếc tàu ngầm này phân tán ra để thực hiện nhiệm vụ thứ hai mà chúng đã được giao trước đó.

### Tấn công tàu buôn của quân Đồng Minh
Bốn tàu ngầm đã bắt đầu các hoạt động chống lại các tàu của quân Đồng Minh. Chiếc I-21 tuần tra ở phía Bắc Sydney. Chiếc I-27 tìm kiếm các tàu ngoài khơi đảo Gabo và chiếc I-29 thì lên đường đến Brisbane. Chiếc I-22 rời khỏi nhóm để bắt đầu chuyến trinh sát đầu tiên là đến Wellington và Auckland ở New Zealand, sau đó đến Suva ở quần đảo Fiji.
Vào khoảng ngày 1 đến 25 tháng 6, khi cả bốn chiếc tàu ngầm tập trung đến đảo san hô Kwajalein tại quần đảo Marshall để nhận tiếp tế trước khi trở về cảng đóng tàu để sửa chữa thì chúng đã tấn công ít nhất bảy đội tàu buôn của quân Đồng Minh. Ít nhất 3 chiếc trong số đó bị đánh chìm, chiếc I-24 đánh chìm Iron Chieftain vào ngày 3, chiếc I-27 đánh chìm Iron Crown và chiếc I-21 đánh chìm Guatemala vào ngày 12. Hai cuộc tấn công trước đã lần lượt làm chết 12 và 37 người còn cuộc tấn công thứ ba không gây thiệt hại về người. Các cuốc tấn công được thực hiện nhằm thẳng vào con đường giao thương và tiếp tế cho Úc đã buộc chính phủ Úc phải cho thay đổi lộ trình; việc di chuyển của các tàu buôn và vận chuyển lên phía Bắc của Melbourne bị hạn chế đợi cho đến khi một hệ thống tàu hộ tống đông đảo được thành lập.
Chiếc I-21 là chiếc duy nhất trở về vùng biển Úc nơi nó đã đánh chìm thêm ba tàu và làm hư hại hai tàu khác trong tháng 1 và tháng 2 năm 1943. Trong cả hai lần thực hiện nhiệm vụ, nó đã đánh chìm 44.000 tấn hàng hóa và tàu bè của quâm Đồng Minh điều này khiến nó trở thành chiếc tàu ngầm thành công nhất trong các hoạt động của phe Trục trên vùng biển nước Úc trong Chiến tranh thế giới thứ hai..

### Pháo kích Sidney và Newcastle

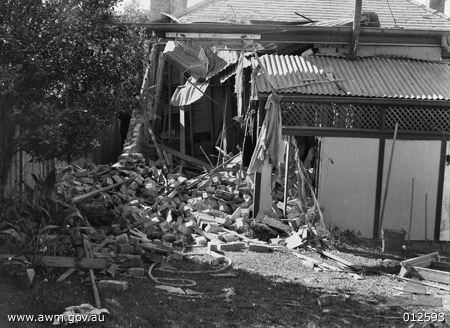
Ngôi nhà tại ngoại ô phía Đông Sydney bị hư hại do trúng đạn pháo.

Vào sáng ngày 8 tháng 6, hai tàu ngầm I-24 và I-21 đã pháo kích vào Sydney và Newcastle. Khi vừa quá nửa đêm, chiếc I-24 đã nổi lên cách ngọn hải đăng Macquarie 16 km về phía Nam-Đông-Nam, chỉ huy của nó đã ra lệnh cho nhóm pháo thủ bắn vào cầu Sydney. Họ đã bắn 10 viên trong bốn phút sau đó, chín viên đâm xuống ngoại ô phía Đông và một viên rơi xuống nước. Chiếc I-24 sau đó đã lặn sâu xuống nước để tránh sự phản pháo từ các khẩu pháo phòng thủ bờ biển. Tuy nhiên chỉ có một viên phát nổ, viên khác làm bị thương một người do đâm vào một tòa nhà khiến cho gạch rơi xuống hoặc do làm bể kính tuy nhiên viên đạn này đã không nổ. Phi công của Không lực Hoa Kỳ, trung úy George Cantello đã cất cánh từ sân bay Bankstown với nhiệm vụ phản công tuy nhiên đã thiệt mạng do chiếc máy bay loại Airacobra của ông gặp vấn đề về động cơ và đâm vào một chuồng gia súc ở Hammondville. Vào năm 1988, sau những nỗ lực của người dân địa phương và lãnh sự quán Hoa Kỳ tại Sydney, Hammondville đã lập một công viên tưởng niệm để tưởng nhớ ông.
Vào lúc 2 giờ 15 phút sáng, chiếc I-21 đã nã pháo vào Newcastle từ khoảng cách 9 km (5,6 mi) phía Đông-Bắc bãi biển Stockton. Nó đã bắn 34 quả đạn trong 16 phút tính luôn 8 quả pháo sáng. Và cũng như chiếc I-24, chỉ có một viên phát nổ ngay giữa một công viên không có người. Do đó không có thiệt hại về người mà chỉ có một số ngôi nhà bị hư hại nhẹ. Pháo đài Scratchley đã có bắn trả - lần duy nhất trong cuộc chiến mà hệ thống phòng thủ trên bờ của người Úc nã pháo vào chiến hạm đối phương - tuy nhiên chiếc I-21 đã rời đi mà không hề hấn gì.

## Phân tích
Cuộc tấn công cảng Sydney kết thúc với thất bại của cả hai bên và đã cho thấy rõ kẻ hở hệ thống phòng thủ của quân Đồng Minh cũng như chiến thuật của Nhật Bản. Trong cuộc tấn công, Nhật Bản đã đánh đổi ba tàu ngầm loại nhỏ lấy một tàu doanh trại quân đội (dù vậy vẫn có thể coi là thành công nếu không có thủy thủ nào của Nhật Bản hi sinh, còn quân Đồng Minh thì hi sinh 21 người). Các hoạt động của năm các tàu ngầm lớn sau đó cũng không gây thiệt hại đáng kể với việc chỉ đánh chìm ba tàu buôn và gây khá ít thiệt hại khi nã pháo vào đất liền. Điều này đã cho thấy hệ thống phòng thủ của quân Đồng Minh tại Úc rất yếu. Một nhà sử học cho rằng việc tấn công cảng Sydney gây ít thiệt hại là do may mắn cộng với việc đánh trả một cách quyết liệt cho dù chẳng thấy kẻ thù ở đâu để đánh. Cũng có thể do Nhật Bản không quan tâm lắm đến việc gây ra thiệt hại lớn để có thể bảo toàn lực lượng vì nếu cả năm chiếc tàu ngầm loại lớn nằm phục ở ngoài khơi Sydney trong cuộc tấn công thì chúng có thể bắn ngư lôi đánh chìm chiếc tuần dương Chicago cũng như những chiếc tàu khác khi chúng được lệnh chạy ra khỏi cảng bất kỳ lúc nào.
Tác động chính của cuộc tấn công bằng tàu ngầm loại nhỏ là đánh rất mạnh vào tâm lý, đánh đổ mọi niềm tin là Sydney hoàn toàn nằm ngoài tầm với cũng như miễn nhiễm với mọi sự tấn công của Nhật Bản cũng như cho thấy Úc ở gần với chiến trường Thái Bình Dương như thế nào.
Không có các cuộc điều tra chính thức cho cuộc tấn công bất chấp yêu cầu phải điều tra rõ ràng của một số phương tiện truyền thông. Lý do mà không có bất cứ cuộc điều tra nào là do chúng có thể chỉ ra sự thất bại trong chiến luận cũng như giảm niềm tin vào đảng đang cầm quyền của thủ tướng Úc John Curtin, đặc biệt là sau khi đã có một cuộc điều tra về hệ thống phòng thủ của Úc sau khi bị hứng chịu một đợt tấn công bằng không quân của Nhật Bản vào Darwin ba tháng trước đó.

### Sự thất bại trong hệ thống phòng thủ của quân Đồng Minh

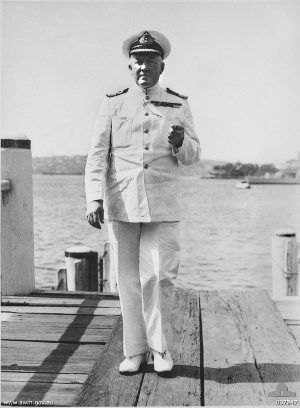
Chuẩn đô đốc Muirhead-Gould vào tháng 5 năm 1941

Quân Đồng Minh đã không thành công trong việc phản ứng lại đầy đủ các cảnh báo về các hoạt động của Nhật Bản ngoài khơi bờ biển phía Đông nước Úc trước cuộc tấn công, họ chỉ mặc kệ chúng và giải thích theo cách khác đi. Họ giải thích rằng việc tấn công hụt chiếc tàu chở hàng Wellen vào ngày 16 tháng 5 là chỉ do một chiếc tàu ngầm và nó đã rời khỏi vùng biển Úc ngay sau đó. Chuyến bay trinh sát đầu tiên của Nhật Bản đã không bị phát hiện, cho dù FRUMEL đã bắt được các tín hiệu liên lạc và đã báo cáo lên các chỉ huy của quân Đồng Minh vào ngày 30 tháng 5 nhưng Muirhead-Gould dường như không quan tâm đến các báo cáo này. Hải quân New Zealand đã bắt được các tín hiệu vô tuyến liên lạc giữa các tàu ngầm Nhật Bản vào ngày 26 tháng 5 và 29 tháng 5, tuy nhiên lại không có ai có thể hiểu và dịch lại chúng, bộ phận tìm kiếm địa điểm phát sóng vô tuyến đã xác định được vị trí của chúng nằm gầm Sydney. Quân Đồng Minh đã phái các tàu chống tàu ngầm đi tuần tra để đáp lại lời cảnh báo vào ngày 29 tháng 5, tuy nhiên họ không thể huy động được toàn bộ tàu chống tàu ngầm vì chúng đã được đăng ký bảo vệ cho quân đoàn vận chuyển trên phía Bắc. Việc duy nhất được thực hiện sau khi việc máy bay trinh sát thứ hai của Nhật Bản bị phát hiện vào ngày 29 tháng 5 là phóng lên một máy bay dò tìm. Không có bất kỳ các biện pháp tự vệ nào được thực hiện. Kể cả khi tin tức về cuộc tấn công của tàu ngầm loại nhỏ tại Diego Suarez ở Madagascar đến được với Sydney vào sáng ngày 31 tháng 5, quân Đồng Minh không phát lệnh báo động cho các chỉ huy trong khu vực vì họ tin rằng Chính phủ Vichy Pháp đã tổ chức cuộc tấn công.
Muirhead-Gould đã chuẩn bị một buổi tiệc vào đêm bị tấn công và một trong những vị khách mời có một chỉ huy cao cấp của hải quân Hoa Kỳ tại cảng Sydney, hạm trưởng Howard Bode của chiếc USS Chicago. Tất cả các chỉ huy đều không tin rằng cuộc tấn công có thể diễn ra. Muirhead-Gould đã lên chiếc HMAS Lolita ngay sau nửa đêm như một hành động chứng minh mình đang cố gắng tìm hiểu tình hình. Nhưng thủy thủ đoàn của chiếc Lolita kể lại rằng khi Muirhead-Gould lên tàu ông ta gần như ngay lập tức nạt nộ thủy thủ đoàn và hoàn toàn phớt lờ các báo cáo của họ. Các hoa tiêu của chiếc Chicago cũng đã báo cáo cho hạm trưởng của mình thông tin tương tự như vậy khi Bode trở về tàu, và cả hai thủy thủ đoàn đều nhận xét rằng cả Muirhead-Gould và Bode đã say bí tỷ, và trở nên quá chủ quan. Chỉ sau khi chiếc HMAS Kuttabul bị đánh chìm thì cả hai chỉ huy cấp cao này mới thấy được mức độ nghiêm trọng của cuộc tấn công.
Trong suốt cuộc tấn công có rất nhiều sự trì hoãn giữa các sự kiện do sự phản ứng chậm chạp. Hơn hai giờ sau khi chiếc M-14 vướng vào trong lưới chống ngư lôi, Muirhead-Gould mới lần đầu tiên ra lệnh cho những chiếc tàu chống tàu ngầm hoạt động. Phải mất thêm hai giờ nữa để có thể huy động các tàu tuần tra phụ trợ, những chiếc tàu mà chính nó không thể nhổ neo ít nhất trong một giờ tới. Một phần của sự phản ứng chậm chạp này là do việc thông tin liên lạc không hiệu quả. Không có bất kỳ tàu tuần tra nào trong cảng có máy bộ đàm, vì thế tất cả mọi thông tin hướng dẫn và báo cáo điều được thực hiện thông qua đèn phát tín hiệu tại trạm thu tín hiệu của cảng hải quân hay của đảo Garden, hay được trực tiếp thông báo bằng các ca nô. Báo cáo sơ bộ mà Muirhead-Gould nhận được là từ trạm thu tín hiệu của cảng hải quân ông nhìn lên đèn phát tín hiệu và thấy rằng chúng đã không được thiết kế cho việc phát đi tín hiệu báo động với tầm xa khi có bất kỳ cuộc tấn công nào xảy ra. Còn với thông tin liên lạc qua bộ đàm và đèn tại đảo Garden thì hoàn toàn không hoạt động được sau cuộc tấn công đầu tiên do sóng chấn động nổ của ngư lôi bị dội lại từ phần móng cứng của cảng lên mặt nước đã phá hủy chúng hoàn toàn.
Việc phải giữ bí mật về thông tin cảng bị tấn công cũng góp phần vào sự chậm chạp trong phản ứng này. Các thủy thủ đoàn của các tàu tuần tra phụ trợ, những người giám sát phao tiêu cảm ứng và những nhân viên khác canh gác ở những vị trí phòng thủ lại nằm ngoài phạm vi "Những người cần được biết" họ không nhận được báo động tấn công nên đã góp phần vào sự hoài nghi là mình có thực sự đang bị tấn công hay không trong những giờ đầu của cuộc tấn công.

### Khuyết điểm trong chiến thuật của Nhật Bản

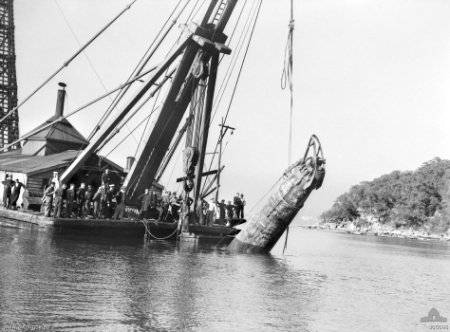
Chiếc M-21 được trục vớt vào ngày 10 tháng 6 năm 1942

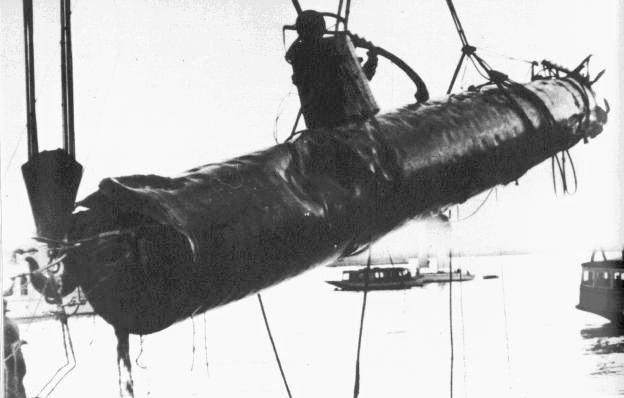
Những gì còn lại của chiếc M-21

Khuyết điểm lớn nhất trong kế hoạch của Nhật Bản đó là sử dụng các tàu ngầm loại nhỏ để tấn công chính. Tàu ngầm loại nhỏ thường chỉ phát huy được sức mạnh tối đa khi cùng tác chiến với các tàu lớn theo đội hình và chúng cũng có thể được phóng ra từ các tàu chở thủy phi cơ được sửa đổi để làm rồi loạn đội hình đối phương. Điều này đến từ chiến thuật hải quân đặt trọng tâm vào các tàu sân bay và hoạt động yểm trợ không lực của hải quân Hoàng gia Nhật Bản và các kinh nghiệm chiến đấu của họ đã chứng minh việc đó. Nhưng trên thực tế chiến thuật sử dụng tàu ngầm loại nhỏ của người Nhật là cho chúng thâm nhập vào các cảng để đánh chìm tàu đối phương khi chúng còn đang thả neo. Mặc dù việc tấn công bằng các tàu ngầm loại nhỏ đạt được hiệu quả ở Trận Trân Châu cảng tuy nhiên đó cũng là do sự giúp đỡ của mười một tàu ngầm lớn cùng với hàng loạt máy bay chiến đấu đang khiến cho kẻ thù bận chống trả không để ý đến các chiếc tàu ngầm nhỏ này đang tiến lại gần.
Thêm nữa là việc tất cả các tàu ngầm loại nhỏ bị đánh chìm tại cảng Sydney đã chứng minh rằng chương trình nâng cấp các tàu ngầm loại nhỏ không có tác dụng nhiều khi mà khả năng trở về của chúng sau chiến dịch vẫn thấp (nhưng có tác dụng khi các thủy thủ của nó vẫn sống và trở về tức đã tăng khả năng sống sót của các thủy thủ). Các thay đổi cũng có một số tác dụng nhất định. Kỹ năng của thủy thủ đã được nâng cao cũng như các tàu ngầm loại nhỏ có thể được triển khai khi các tàu ngầm mẹ vẫn còn lặn để tránh bị radar đặt tại bờ biển phát hiện. Dù vậy, các tàu ngầm loại nhỏ vẫn khá khó điều khiển, không giữ thăng bằng tốt, khi nổi lên tàu sẽ bị nghiêng và khi lái thì gặp khá nhiều rắc rối. Chính điều này đã dẫn đến việc M-14 bị vướng vào lưới chống tàu ngầm và M-21 cùng M-24 bị phát hiện.
Các nhà sử học thấy rằng nếu các chiếc tàu ngầm loại nhỏ này có sự hợp đồng tác chiến cùng lúc thì có thể gây ra thiệt hại lớn hơn. Nếu năm tàu ngầm lớn đợi ở ngoài khơi cảng Sydney thì khi chiếc Kuttabul bị đánh chìm, các tàu trong cảng được lệnh ngay lập tức ra khơi như các chiếc USS Chicago, USS Perkins, tàu ngầm Hà Lan K-IX, HMAS Whyalla và HMIS Bombay. Chúng có thể trở thành những con mồi dễ dàng lọt vào tầm ngắm của ngư lôi. Năm chiếc tàu ngầm lớn đã lên đường đến Cảng Hacking để nạp nhiên liệu, và khác với chiến thuật trong tại Trân Châu Cảng, Sasaki đã không cho bố trí các tàu ngầm ở cửa cảng để tấn công các đoàn tàu chở hàng. Có vẻ như Nhật Bản chỉ muốn đánh vào tâm lý để Úc phải tăng cường phòng thủ để không còn quân gửi đi chiến đấu hơn là tạo một cuộc chiến tranh toàn diện với Úc (vì nếu họ đánh chìm chừng đó tàu thì vì danh dự Úc sẽ phải tham chiến đánh trả và cũng vì không thể giữ bí mật được do thiệt hại quá lớn) khi mà hải quân của Nhật vẫn đang bận rộn với các cuộc tấn công và phòng thủ của quân Đồng Minh, với lại chỉ huy của các tàu ngầm lớn của Nhật là một thuyền trưởng có kinh nghiệm ông không thể nào không nhận ra được kẻ hở của hệ thống phòng thủ cảng Sydney khi mà đã nhiều lần trinh sát và thử nghiệm nó.
Vì thế cũng có thể nói Nhật Bản thất bại trong chiến thuật nhưng chiến thắng trong chiến lược khi đúng là sau này Úc đã đưa toàn bộ quân đội, hải quân của mình bảo vệ cho các đội tàu buôn và bờ biển của mình.

### Sự sống sót của chiếc USSChicago
Một số yếu tố nằm ngoài sự kiểm soát của các bên tham chiến đã góp phần giúp cho chiếc USS Chicago sống sót sau cuộc tấn công. Vào thời điểm chiếc M-24 tấn công Chicago, chiếc Chicago đang khởi động máy chuẩn bị cho việc rời cảng, và mặc dù vẫn đang thả neo và đứng im, một đám hơi nước lớn xuất hiện do nước xung quanh bị đun nóng bởi máy của chiếc Chicago hoạt động. Đám hơi nước này tỏa ra ở đuôi tàu và cuốn đi theo ảnh hưởng của gió và sau đó hòa vào với sương mù làm cho chiếc M-24 có cảm tưởng như chiếc Chicago đang di chuyển. Vì thế nó đã tính toán tốc độ của chiếc Chicago dựa theo tốc độ của hơi nước đang bị tỏa ra phía sau mà trên thực tế đó là tốc độ gió đang thổi chậm, quả ngư lôi thứ nhất đã lướt ngang qua phần mũi chiếc Chicago mà nếu đúng theo tính toán thì nó sẽ đâm thẳng vào ngay giữa tàu nếu nó thực sự đang di chuyển. Một yếu tố khác giúp cho chiếc Chicago sống sót là việc tất cả đèn của các cọc chiếu sáng tại đảo Garden bị tắt trước khi chiếc M-24 kịp bắn quả ngư lôi đầu tiên, làm ngăn trở khả năng nhìn thấy mục tiêu.

### Hệ quả của việc pháo kích

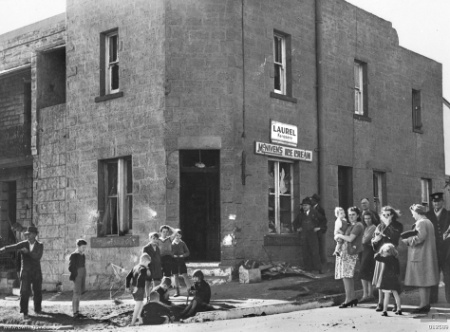
Đám đông tập trung xem các lỗ đạn tại Woollahra vào ngày 8 tháng 6 năm 1942

Việc pháo kích hoàn toàn không gây ra được thiệt hại lớn nào tuy nhiên đã tác động rất mạnh đến tinh thần của người dân sống tại Sydney và Newcastle. Do sự thiếu chính xác của những loại vũ khí không có bộ phận chỉ đường của tàu ngầm, cộng với việc bắn từ dưới biển lên nơi mà điểm bắn cứ lên xuống theo các con sóng thì việc bắn vào mục tiêu cụ thể một cách chính xác là điều không thể được. Mục tiêu của sự pháo kích mà không quan tâm đến mục tiêu này là để đe dọa tinh thần các cư dân sống trong vùng.
Tuy nhiên việc pháo kích này không bắn trúng bất kỳ các mục tiêu trọng yếu nào. Cũng như việc các tàu ngầm đã bắn đạn xuyên giáp thường được dùng để bắn xuyên lớp vỏ tàu kim loại, còn những bức tường gạch tương đối mềm nên đạn dễ dàng xuyên qua chứ không tạo ra bất cứ sóng chấn động nào ảnh hưởng xung quanh. Nước biển có vẻ cũng đã làm cho các viên đạn bị rỉ một phần, chứng tỏ chúng đã được cất trong kho đạn ít nhất vài tuần. Thậm chí có những viên đạn đã rất cũ như một số viên đạn được nhặt tại Newcastle, người ta thấy đây là loại đạn do Anh sản xuất với thuốc súng được làm từ tận Chiến tranh thế giới thứ nhất. Điều này cho thấy Nhật Bản không có ý định gây thương vong cao cho dân thường khi mà mọi tàu ngầm đều có trang bị đạn nổ, thứ có thể gây thiệt hại rất lớn nếu bắn vào vùng đông dân cư trong đất liền cho dù không cần phải nhắm. Tuy nhiên họ đã chọn bắn các quả đạn xuyên giáp này vào ngoại ô thay vì thẳng vào trung tâm thành phố Sydney, nơi chúng có thể sẽ gây thương vong rất cao. Chỉ với việc giương pháo lên cao một chút, họ đã lấy cầu Sydney làm muc tiêu giới hạn.
Tại Sydney, sự sợ hãi về việc Nhật Bản có thể tấn công đã lan tràn trong cộng đồng dân cư, mọi người đều sợ nên chuyển đến vùng phía Tây vì thế giá nhà ở vùng ngoại ô phía Đông rớt thảm hại trong khi tại vùng Blue Mountains thì giá lên cao ngất ngưởng. Cuộc tấn công cũng dẫn đến việc số lượng các tình nguyện viên quốc phòng tăng cao và sự củng cố hệ thống phòng thủ của cảng Sydney và Newcastle.

## Sau cuộc tấn công
Mọi tờ báo điều không đưa tin về vụ tấn công của tàu ngầm cho đến ngày 2 tháng 6, do hầu hết các cuộc tấn công bắt đầu sau khi mà các tờ báo bắt đầu được in vào sáng ngày 1 tháng 6. Thay vào đó, vào buổi sáng sau cuộc tấn công, trên trang nhất các tờ báo đều đưa tin về Chiến dịch Millennium oanh tạc Köln, được thực hiện bởi 1.000 máy bay ném bom của Không quân Hoàng gia Anh, mặc dù một vài tờ báo có đề cập đến việc nhìn thấy máy bay của Nhật Bản khi nó đi trinh sát lần cuối. Kiểm duyệt Liên bang đã ra lệnh kiểm duyệt toàn bộ sự kiện và ra tuyên bố chính thức vào chiều ngày 1 tháng 6 rằng quân Đồng Minh đã đánh chìm ba tàu ngầm tại cảng Sydney cũng như mô tả việc chiếc Kuttabul và 21 thủy thủ thiệt mạng như "một mất mát nhỏ không có thiệt hại gì về quân sự". Tờ Smith's Weekly cuối cùng đã tìm được thông tin và đăng toàn bộ sự thật về cuộc tấn công vào ngày 6 tháng 6 và các tài liệu được công bố tiếp theo đó vào ngày 13 tháng 6 đã gây khủng hoảng chính trị, khiến Hải quân Hoàng gia Úc muốn kiện tờ báo này vì tội làm lộ thông tin quốc phòng.

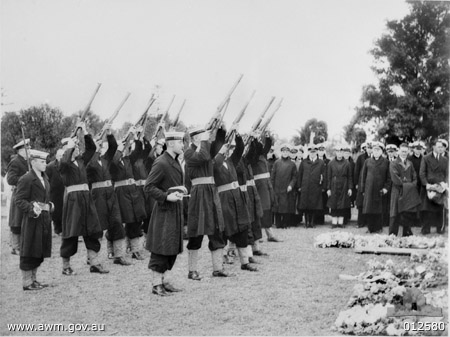
Buổi lễ an tán và chôn cất các thủy thủ trong cuộc tấn công tại Sydney.

Phải mất vài ngày để thực hiện việc tìm kiếm xác của 21 thủy thủ chiếc Kuttabul. Vào ngày 3 tháng 6, chuẩn đô đốc Muirhead-Gould và khoảng 200 người thuộc hải quân đã tham gia buổi lễ an táng và chôn cất các thủy thủ xấu số. Vào ngày 1 tháng 1 năm 1943, căn cứ hải quân tại đảo Garden đã đổi tên thành căn cứ Kuttabul để tưởng nhớ đến chiếc HMAS Kuttabul và tất cả những thủy thủ đã hi sinh cùng nó.
Hai mục tiêu chính của cuộc tấn công là chiếc USS Chicago và HMAS Canberra đều bị đánh chìm trong khoảng một năm sau đó. Chiếc Canberra bị đánh chìm vào ngày 9 tháng 8 năm 1942 trong Trận chiến đảo Savo, và chiếc Chicago bị đánh chìm vào ngày 30 tháng 1 năm 1943 trong trận chiến đảo Rennell. Không một tàu ngầm tham gia chiến dịch tấn công này tồn tại cho đến hết chiến tranh. Hai khu trục hạm USS Charrette và USS Fair đã đánh chìm chiếc I-21 vào ngày 4 tháng 2 năm 1944 ngoài khơi quần đảo Marshall. Một ngư lôi đỉnh Hoa Kỳ đã đánh chìm chiếc I-22 vào ngày 25 tháng 12 năm 1942 ngoài khơi New Guinea. Tàu tuần tra lớn của Hoa Kỳ đã đánh chìm chiếc I-24 vào ngày 10 tháng 6 năm 1943 ngoài khơi quần đảo Aleutian. Hai khu trục hạm Anh HMS Paladin và HMS Petard đánh chìm chiếc I-27 vào ngày 12 tháng 2 năm 1943 ngoài khơi Maldives. Cuối cùng, tàu ngầm Hoa Kỳ USS Sawfish đã đánh chìm chiếc I-29 khi nó đang nổi trên mặt nước vào ngày 26 tháng 7 năm 1944 ngoài khơi Philippines.

### M-14 và M-21

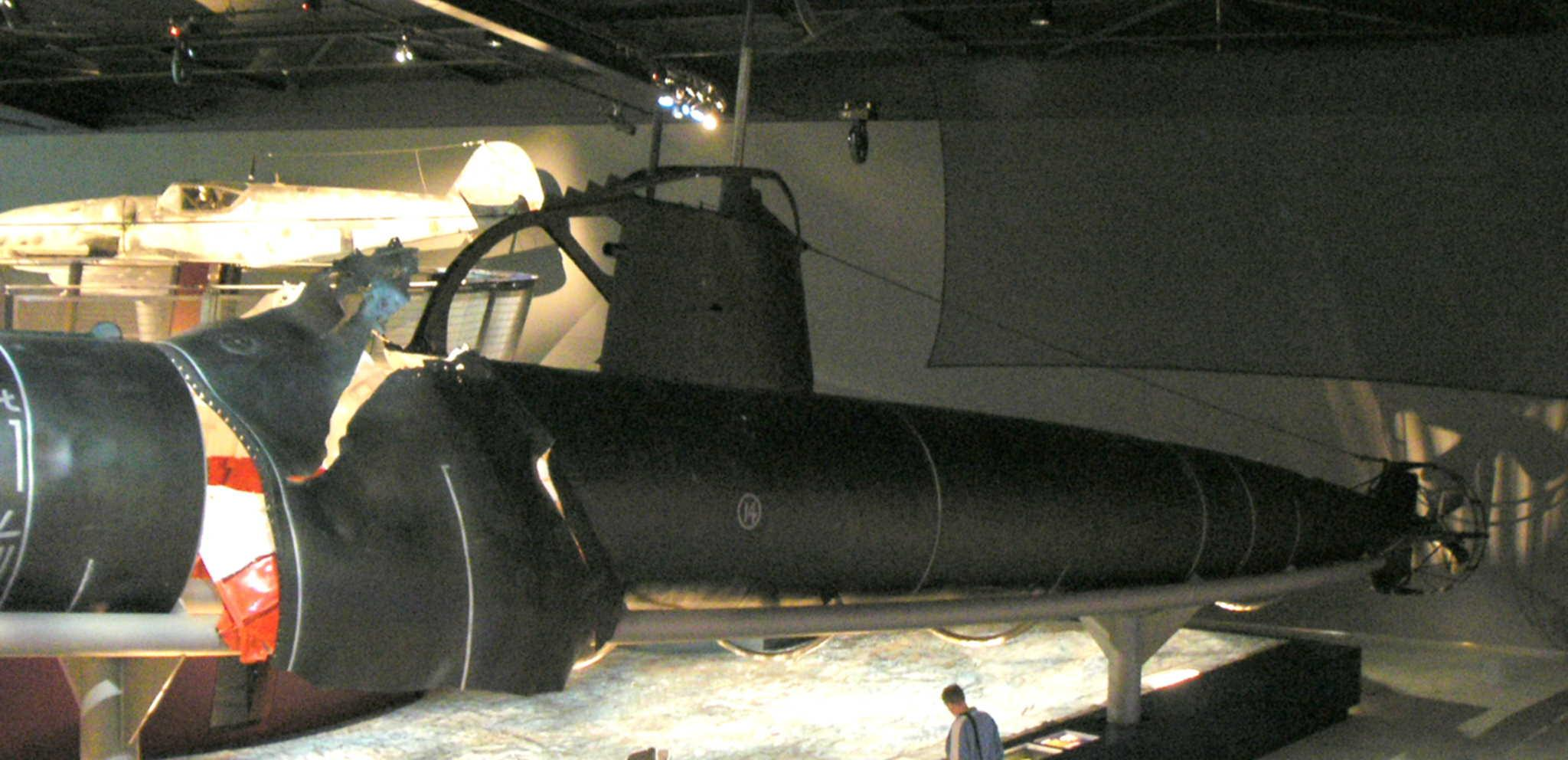
Tàu ngầm loại nhỏ được phục chế tại Viện bảo tàng Chiến tranh Úc năm 2007.

Quân Đồng Minh đã xác định địa điểm và trục vớt chiếc M-21 vào ngày 3 tháng 6 và chiếc M-14 vào ngày 8 tháng 6. Tất cả chúng đều bị hỏng do bị tấn công và cũng do khối thuốc nổ lớn từ hai ngư lôi trên mỗi tàu khiến cho chúng gần như tan xác. Tuy nhiên có thể lắp ráp lại thành một chiếc tàu ngầm tương đối hoàn chỉnh từ những gì còn lại của hai chiếc này do chúng gần như rời ra từng mảnh vì có quá nhiều vết nứt trên hai vỏ tàu khiến nó dễ dàng tháo ra. Sau cùng khi chiếc tàu ngầm này được lắp ráp và hàn lại xong nó sẽ được đặt lên một chiếc xe tải siêu trọng và đi một quãng đường 4.000 km qua phía Nam New South Wales, Victoria và phía Tây Nam Australia. Mục đích cho chuyến đi này là để người dân Úc có thể nhìn gần được tàu ngầm loại nhỏ của Nhật cũng như quyên góp cho quỹ cứu trợ của Hải quân được 28.000 A£ và các tổ chức từ thiện khác. Chiếc tàu ngầm này đã đến Viện bảo tàng Chiến tranh Úc tại Canberra vào ngày 28 tháng 4 năm 1943, nó được treo cờ và biểu tượng của hải quân Anh. Khi được đưa đến viện bảo tàng, chiếc tàu này đã rời ra làm ba mảnh và được đặt bên ngoài viện bảo tàng, tuy nhiên đã được đưa vào bên trong bảo tàng ở thập niên 80 do luôn bị phá hoại, một lần vào năm 1966 bởi một nhóm sinh viên đã sơn cả chiếc tàu này thành màu vàng kim loại để tôn vinh bài hát Yellow Submarine của The Beatles. Tàu ngầm sau đó đã được phục chế và trưng bày bên trong bảo tàng để gợi nhớ về cuộc tấn công ngay kế bên bánh xe nước của chiếc HMAS Kuttabul. Phần tháp gắn kính tiềm vọng của chiếc M-21 được đặt Trung tâm lưu trữ di sản của Hải quân Hoàng gia Úc tại đảo Garden. Những gì còn lại của chiếc M-21 bị nấu chảy và làm thành quà lưu niệm sau công việc phục chế lắp ráp tàu ngầm.

### M-24
Sau 64 năm khi chiếu M-24 tấn công đã có tới hơn 50 người đến Hải quân Hoàng gia Úc tuyên bố tìm ra chiếc tàu ngầm này. Tất cả những địa điểm mà những người này nói đến đều là giả. Một số giả thuyết đầu tiên cho rằng chiếc tàu ngầm loại nhỏ này đã bị hỏng hoặc đã bị phá hủy cùng chiếc M-21 đâu đó trong vịnh Taylors, có các báo cáo từ Steady Hour và Yarroma là có rất nhiều tàu ngầm xuất hiện trong ba giờ đánh trả chiếc M-21. Một giả thuyết khác cho rằng chiếc tàu ngầm loại nhỏ này dự tính trở về tàu ngầm mẹ nhưng hết điện trước khi có thể đến được địa điểm tập kết tại Port Hacking nên bị chìm ngoài khơi phía Nam Sydney Heads. Một giả thuyết nữa là thủy thủ chiếc tàu ngầm này không muốn gây nguy hiểm cho các tàu ngầm lớn nên đã lái lên phía Bắc.
Sau này một nhóm thợ lặn nghiệp dư bảy người đã tìm ra xác chiếc tàu ngầm được tin là M-24 nằm dưới đáy biển vào tháng 11 năm 2006 cách Bungan Head 5 km (2,7 nmi) ngoài khơi bờ biển phía Bắc Sydney, chỉ huy Shane Moore người chịu trách nhiệm trong việc bảo vệ di sản của hải quân hoàng gia Úc đã xác nhận rằng đó có thể là chiếc M-24 sau khi xem nhiều cuốn băng quay của các lần lặn mà nhóm lặn đã thực hiện. Xác chiếc tàu này có các lỗ đạn được tin là loại đạn mà chiếc Chicago đã bắn ra. Địa điểm tìm thấy xác chiếc tàu này được giữ bí mật bởi cả nhóm lặn và hải quân với việc bộ trưởng quốc phòng Brendan Nelson đã hứa rằng xác chiếc tàu này sẽ trở thành di tích chiến tranh và được bảo vệ. Xác chiếc tàu này được công bố vào 01/12/2006 trên các trang web di sản lịch sử của Úc. Một vùng bán kính 500 m xung quanh xác chiếc tàu này được lập ra bất kỳ chiếc tàu nào xâm phạm khu vực này đều sẽ bị phạt theo luật của New South Wales với mức lên đến 1,1 triệu đô Úc và sẽ dùng số tiền đó để mua các trang thiết bị theo luật của các nước thuộc khối thịnh vượng chung. Các cọc và phao tiêu có gắn camera cũng như các thiết bị dò tìm bằng sóng siêu âm được đặc xung quanh khu vực để tăng cường bảo vệ khu vực sau này.